# Spoorlijn Forshem - Lidköping
De spoorlijn Forshem - Lidköping is een Zweedse spoorlijn van de voormalige spoorwegmaatschappij Kinnekulle - Lidköpings Järnväg (afgekort: KiLJ) gelegen in de provincie Västra Götalands län. Het traject is tegenwoordig onderdeel van de Kinnekullebanan.

## Geschiedenis
Het traject van de KiLJ werd met een spoorbreedte van 891 mm op 15 februari 1916 geopend.
Het traject van de KiLJ werd tussen 1960 en 1963 de spoorbreedte van 891 mm omgespoord in de normaalspoor breedte van 1435 mm.

### Geschiedenis Kinnekullebanan
Het traject van de Kinnekullebanan loopt tussen Håkantorp - Gårdsjö / Gullspång. 

## Kinnekulle
Kinnekulle is een heuvel of kam gelegen provincie Västra Götalands län. Het ligt aan de oostelijke oever van het Vänermeer. Het hoogste punt is 306 meter boven de zeespiegel. De Kinnekulle Ring is een populaire buurt racebaan. De historische stad en de kerk van Husaby bevinden zich aan de zuidkant van het Kinnekulle. Koning Olof II van Zweden, de eerste christelijke koning van Zweden, werd gedoopt hier in 1008 op een goed gelegen ten noorden van de kerk.

## Aansluitingen
In de volgende plaatsen was of is er een aansluiting van de volgende spoorwegmaatschappijen:

### Forshem
- Västergötland - Göteborgs Järnvägar (VGJ): spoorlijn tussen Göteborg en Vara en Skara en Mariestad naar Gullspång / Gårdsjö
- Mariestad - Kinnekulle Järnväg (MKJ): spoorlijn tussen Mariestad en Gossåter
- Kinnekulle - Lidköpings Järnväg (KiLJ): spoorlijn tussen Forshem en Lidköping
  - Kinnekullebanan: spoorlijn tussen Håkantorp en Mariestad naar Gårdsjö

### Lidköping
- Lidköping - Skara - Stenstorps Järnväg (LSSJ): spoorlijn tussen Lidköping - Skara - Stenstorp
- Kinnekulle - Lidköpings Järnväg (KiLJ): spoorlijn tussen Forshem en Lidköping
- Lidköping Järnväg (LJ): spoorlijn tussen Lidköping en Tun
- Håkantorp - Lidköpings Järnväg (HLJ): spoorlijn tussen Håkantorp en Lidköping
  - Kinnekullebanan: spoorlijn tussen Håkantorp en Mariestad naar Gårdsjö

## Overname
De KiLJ werd door de staat genationaliseerd en de bedrijfsvoering over gedragen aan de SJ.